# Lahn Mah
Lahn Mah (หลานม่า; bra: Como Ganhar Milhões Antes Que a Vovó Morra; em inglês: How to Make Millions Before Grandma Dies) é um filme de comédia dramática tailandês de 2024 dirigido por Pat Boonnitipat e co-escrito por Pat e Thodsapon Thiptinnakorn. É estrelado por Putthipong "Billkin" Assaratanakul e Usha "Taew" Seamkhum em seus papéis de estreia em longas-metragens. No filme, M (Putthipong), um universitário que abandonou a faculdade e está com pouco dinheiro, se oferece para cuidar de sua avó doente terminal, Mengju (Usha), na esperança de embolsar uma herança.
O desenvolvimento do filme começou em 2020, depois que Thodsapon concluiu o primeiro rascunho do roteiro, que passou por várias revisões depois que Pat foi contratado como diretor. Putthipong e Usha foram contratados logo após a conclusão do roteiro. A filmagem ocorreu em Banguecoque, com locais de filmagem incluindo Talat Phlu. Após o lançamento, Lahn Mah se tornou viral, estimulado por uma tendência de mídia social em que os espectadores postavam vídeos de si mesmos chorando após assistir ao filme.
Lahn Mah foi lançado na Tailândia em 4 de abril de 2024, pela GDH. Arrecadou mais de US$ 50 milhões em todo o mundo, tornando-se o filme tailandês de maior bilheteria de 2024, o décimo primeiro filme nacional de maior bilheteria de todos os tempos e quebrou recordes de bilheteria em vários países da Ásia. Recebeu elogios da crítica por sua direção, roteiro, performances de atuação, música e grande peso emocional. O filme foi selecionado como o representante da Tailândia para Melhor Longa-Metragem Internacional no 97º Oscar e se tornou o primeiro representante da Tailândia a avançar para a shortlist de 15 filmes, mais não foi indicado.

## Elenco
- Putthipong "Billkin" Assaratanakul como M, um estudante que abandonou a faculdade
- Usha "Taew" Seamkhum como Mengju, a avó de 79 anos de M que é diagnosticada com câncer de estômago em estágio avançado
- Sarinrat "Jear" Thomas como Sew, filha de Mengju e mãe de M
- Sanya "Duu" Kunakorn como Kiang, filho mais velho de Mengju
- Pongsatorn "Phuak" Jongwilas como Soei, o filho mais novo de Mengju
- Tontawan "Tu" Tantivejakul como Mui, prima mais nova de M
- Duangporn Oapirat como Pinn, esposa de Kiang
- Himawari Tajiri como Rainbow, filha de Kiang e Pinn

## Produção

### Desenvolvimento
Os filmes da GDH (incluindo aqueles produzidos por sua subsidiária integral Jor Kwang Films) são normalmente desenvolvidos por seus produtores ou diretores. No entanto, Lahn Mah foi o primeiro filme da GDH a ser iniciado por um roteirista - Thodsapon Thiptinnakorn, um roteirista em tempo integral na GDH desde 2009. Em dezembro de 2020, ele lançou o projeto com uma sinopse de 10 páginas inspirada em suas experiências cuidando de sua avó durante a pandemia de COVID-19 e as consequências de ela não dar à filha ou aos cuidadores qualquer herança após sua morte. Os produtores Vanridee Pongsittisak e Jira Maligool trabalharam com Thodsapon para fazer um roteiro "acessível e divertido" em comparação com o tratamento inicial, criando uma comédia pastelão com uma avó e um neto.

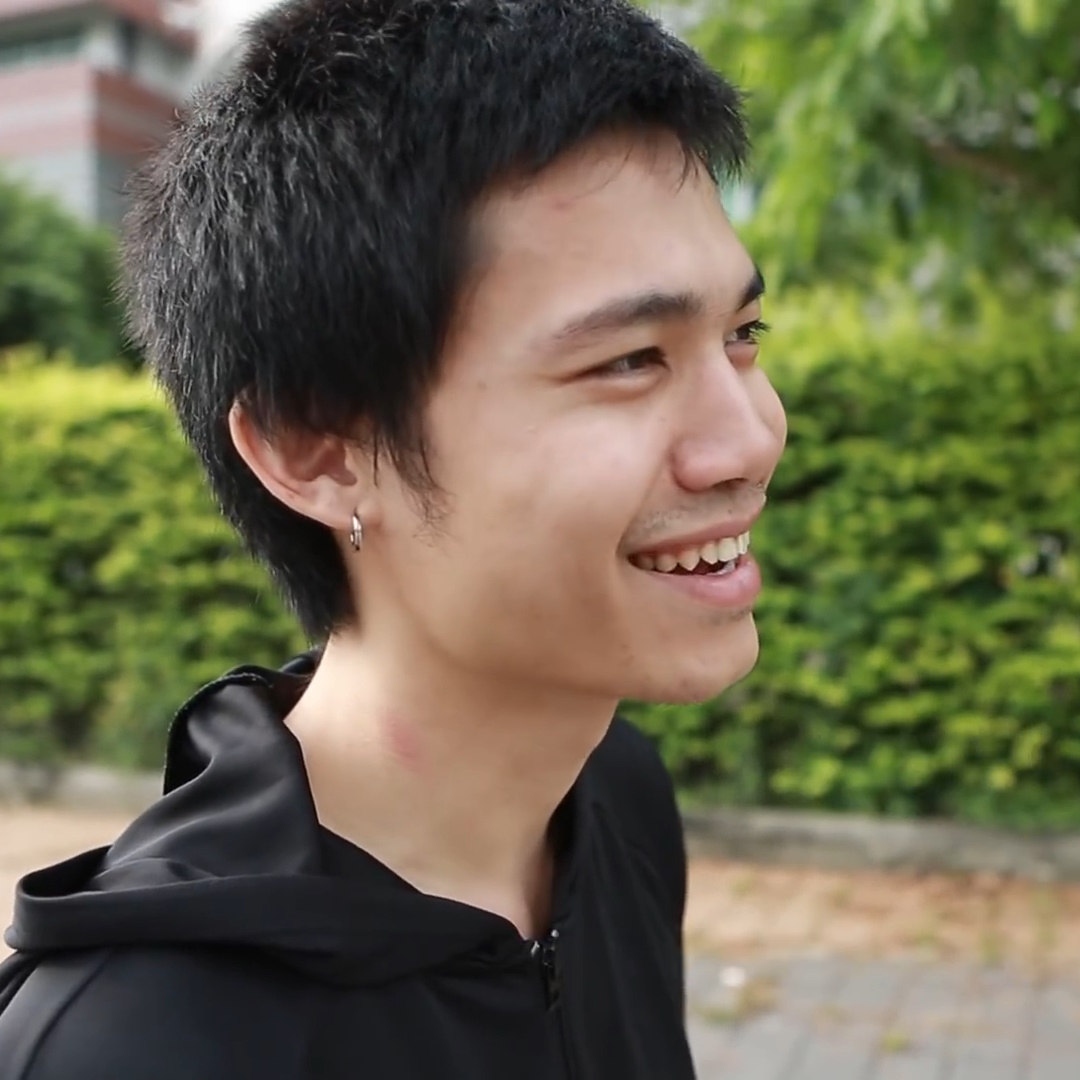
Pat Boonnitipat (foto em 2018) escreveu e dirigiu o filme em sua estreia na direção.

De acordo com Vanridee, esta versão do filme, que foi intitulada The Chinese Family, foi considerada como tendo "perdido [o] charme original" do tratamento de Thodsapon. Como tal, depois que o diretor sino-tailandês Pat Boonnitipat foi contratado, ele trabalhou com Thodsapon para adotar uma narrativa mais emocional. Pat já havia trabalhado com GDH em Project S: The Series (2017–2018) e Bad Genius: The Series (2020). Ele incorporou elementos de sua própria vida para desenvolver o roteiro final: sua avó materna, que ajudou a criá-lo e com quem ele ainda vive, foi diagnosticada com câncer de mama em estágio avançado em 2004. Pat e Thodsapon trabalharam no roteiro por dois anos. Pat afirmou mais tarde que levou oito meses para aprender a escrever para o cinema em comparação com a televisão; Lahn Mah é sua estreia no cinema.
Pat afirmou que sua avó opinou diretamente sobre o roteiro depois que ele voltou a morar com ela ao escrever, enquanto os outros personagens foram baseados na família de sua mãe cantonesa, descrevendo a representação no filme como "exatamente a mesma [da minha própria família], até mesmo o diálogo". Os escritores revisaram o roteiro para incluir temas sobre a dinâmica familiar tailandesa contemporânea, especificamente relacionados às atitudes ocidentais e asiáticas em relação às famílias extensas e nucleares. Benediktus Yogatama, da Kompas, argumentou que o filme também continha vários temas relacionados ao planejamento financeiro e orçamento pessoal. Jake Yancey, do Hollywood Insider, afirmou que Lahn Mah explora papéis de gênero, divisões e semelhanças geracionais, envelhecimento e a experiência cultural tailandesa-chinesa.

### Seleção de Elenco

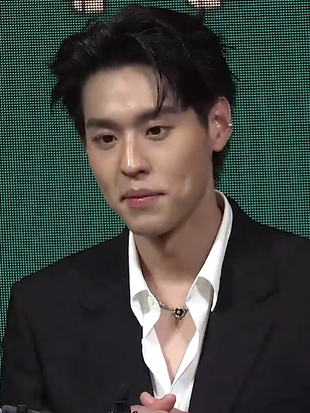
Putthipong "Billkin" Assaratanakul (foto em 2024) foi escalado para seu primeiro papel principal em um filme.

Putthipong "Billkin" Assaratanakul foi escalado para seu primeiro papel principal no cinema, ao lado da estreante Usha "Taew" Seamkhum. Putthipong foi a primeira escolha dos produtores, mas Pat não gostou de sua audição inicial: Putthipong foi contratado após uma segunda audição, após uma longa pausa na atuação para frequentar aulas de atuação. Pat imediatamente quis contratar Usha, de 78 anos, após sua audição, com seu assistente de direção a descobrindo por meio de uma agência de modelos com a qual Usha assinou após participar de um vídeo para uma competição de dança para idosos em 2019.
Usha foi finalmente contratada após uma reformulação com Putthipong, com os produtores querendo uma atriz estreante para o papel. Putthipong disse que o filme exigia "atuação detalhada e focada" em comparação com suas aparições nas séries de televisão My Ambulance (2019) e I Told Sunset About You (2021): ele teve que perder peso e alterar seus padrões naturais de caminhada e fala para retratar seu personagem no filme. Putthipong também afirmou ter recusado vários outros projetos de cinema e TV até Lahn Mah. Em uma entrevista de agosto de 2024 com The Review Geek, Pat disse que adaptou o roteiro e o personagem para se adequar a Putthipong. O elenco restante foi então completado, o que incluiu a estreia no cinema de Tontawan "Tu" Tantivejakul.

### Filmagem

As filmagens ocorreram principalmente em Talat Phlu, com locações incluindo a estação ferroviária de Talat Phlu.

A filmagem ocorreu principalmente em Talat Phlu, uma comunidade tradicional chinesa reconhecida como uma das Chinatowns de Banguecoque. Os locais de filmagem incluíram o Mercado Talat Phlu e Wat Chantharam Worawihan, ambos os quais se tornaram locais de visitação populares entre os fãs após o lançamento do filme. De acordo com Putthipong, as filmagens duraram 25 dias e foram feitas principalmente usando uma configuração de câmera única. Boonyanuch Kraithong, o diretor de fotografia de Lahn Mah, usou aberturas estreitas e tomadas amplas para adicionar profundidade e enfatizar o ambiente dos personagens, contrariando filmes contemporâneos que usam um foco superficial. Pat também instruiu o uso de bloqueio para obter esse efeito, que foi inspirado em técnicas de produção cinematográfica presentes em filmes tailandeses da década de 1950 até a década de 1970.
Pat procurou diferenciar o estilo de Lahn Mah da série de televisão de ritmo mais rápido em que trabalhou anteriormente, o que incluía a redução do uso de música. Em uma entrevista de julho de 2024 com a Lifestyle Asia, Pat disse que as escolhas de filmagem preocuparam os executivos da GDH, que as consideraram muito pouco convencionais. Pat pretendia fazer o filme o mais rápido possível para garantir que sua avó materna pudesse assisti-lo e para que ele voltasse a ajudar no negócio de fabricação de espelhos e vidros de sua família. Ele também usou a reação da equipe do filme para avaliar suas cenas, dizendo: "o primeiro assistente de câmera [é] um cara muito legal e enquanto ele estava fazendo o foco no set, ele chorou tanto [filmando uma cena] que não conseguia manter a mão no volante. Foi quando eu soube que [uma] cena [funcionaria] tão bem, porque quebrou sua parede [emocional]".
Para acomodar a idade de Usha, a equipe implementou intervalos regulares durante as filmagens para permitir que ela descansasse. De acordo com Pat, as cenas que mostravam Usha caminhando ou conversando com Putthipong levaram mais takes para serem concluídas, devido à sua inexperiência como atriz e aos rígidos requisitos de bloqueio de Pat. De acordo com Jake Yancey do Hollywood Insider, Lahn Mah usa cores opostas estritas para seus personagens e cenários para reforçar os temas do filme de diferença geracional e emocional.

## Música
Jaithep Raroengjai foi contratado para compor a trilha sonora do filme e o álbum da trilha sonora foi lançado digitalmente pela GMM Music, a empresa-mãe da GDH, em 17 de setembro de 2024. Inclui 7 músicas apresentadas ou inspiradas no filme, incluindo sua música tema "Ever-Forever" interpretada por Putthipong, e um cover da canção folclórica tradicional chinesa "Aum Kim Kong" interpretada por Usha. Em uma entrevista de junho de 2024 com Magdalene, Raroengjai disse que a música foi composta para ser "natural" para fazer Lahn Mah "parecer real, cru e próximo do público".

## Marketing
Lahn Mah viu sua popularidade mundial aumentar depois que vídeos de funcionários dos cinemas SM Supermalls em Manila entregando lenços de papel aos espectadores antes da exibição do filme se tornaram virais. Sua viralidade foi impulsionada nas redes sociais depois que os usuários participaram de uma tendência de postar vídeos deles mesmos chorando ao assistir ao filme. A produtora indonésia Falcon Pictures organizou coletivas de imprensa com Pat em Jacarta entre 25 e 27 de maio em resposta ao sucesso inicial do filme. Após seu sucesso em Singapura, Usha e Pat compareceram a um evento para fãs com ingressos organizado pelo Golden Village em Suntec City em 24 de junho de 2024. O evento contou com uma exibição de Lahn Mah e um meet-and-greet, e esgotou quase imediatamente. Um segundo evento foi adicionado e ocorreu mais tarde naquele mesmo dia.

## Lançamento

### Teatral
Lahn Mah foi lançado na Tailândia pela GDH em 4 de abril. Estreou internacionalmente em competição no 23º Festival de Cinema Asiático de Nova Iorque em 17 de julho de 2024. Os ingressos para sua estreia inicial esgotaram quase imediatamente; uma segunda exibição ocorreu então, da qual participaram Pat e Putthipong. O filme foi exibido em Pequim para funcionários da embaixada tailandesa na China em 18 de agosto, organizado pelo embaixador da Tailândia na China, Chatchai Viriyavejakul. Estreou no programa "A Window on Asian Cinema" no 29º Festival Internacional de Cinema de Busan em 3 de outubro e competirá no Asian World Film Festival de 2024 em 16 de novembro.

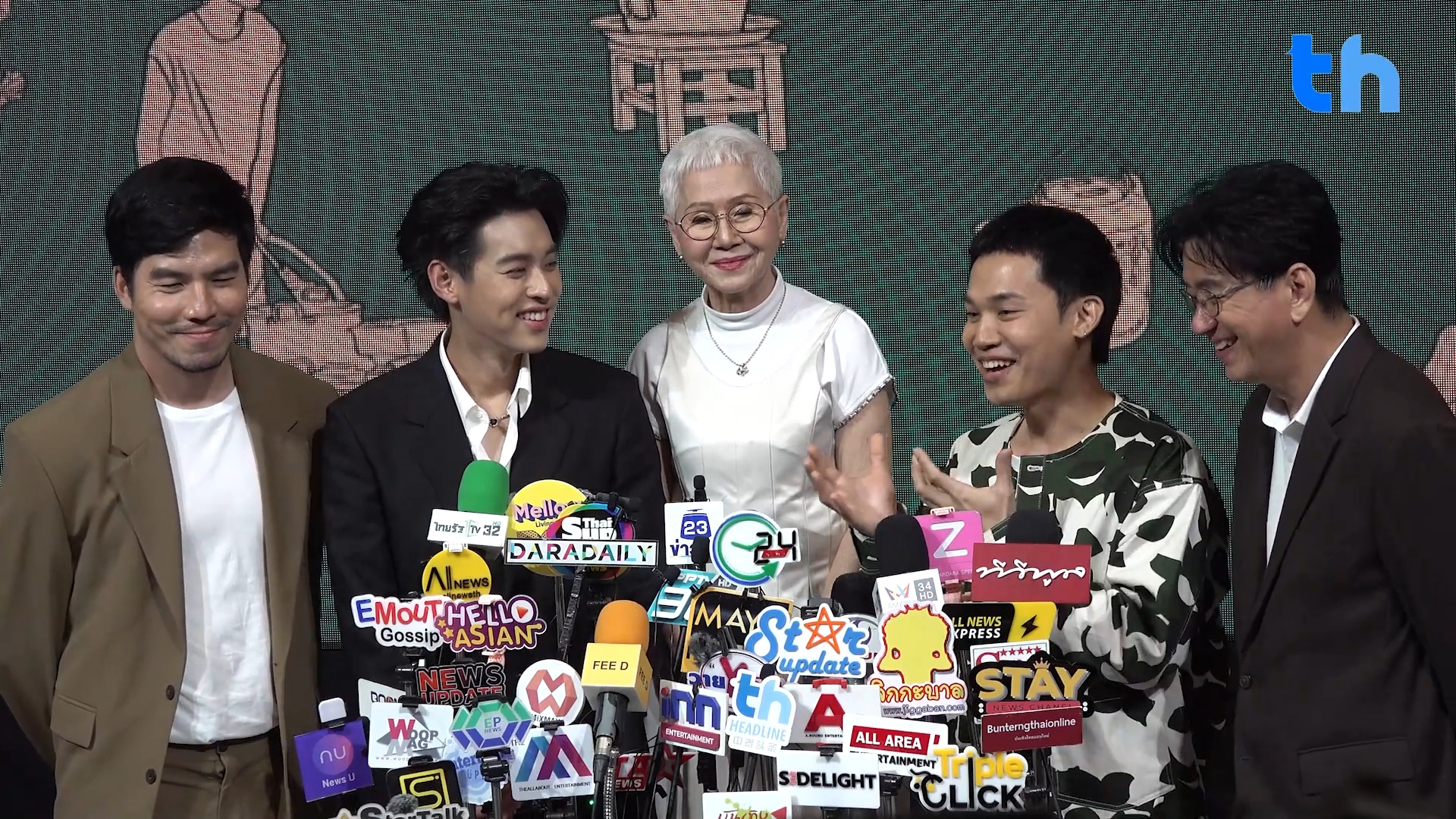
Da esquerda para a direita: Pongsatorn, Putthipong, Usha, Pat e Sanya no evento de lançamento do filme em fevereiro de 2024.

O filme começou a ser exibido em 15 de maio, na Indonésia; 29 de maio, nas Filipinas; 30 de maio em Brunei, Laos, Malásia e Singapura; Myanmar em 31 de maio; no Vietnã em 7 de junho; Hong Kong e Macau em 13 de junho; Camboja em 18 de junho; Taiwan em 21 de junho; e Timor-Leste em 26 de junho. Foi lançado na Austrália e Nova Zelândia em 18 de julho, e na China continental em 23 de agosto. Foi lançado nos cinemas na Coreia do Sul em 9 de outubro: o filme foi distribuído pela NK Contents no país. A GDH cuidou da distribuição teatral do filme no Sudeste Asiático e o lançamento chinês foi feito pela Teamer Media. Na China, o filme estreou em 1000 cinemas em 30 cidades. Seu lançamento na Austrália e na Nova Zelândia foi adquirido pela Chinalion Film Entertainment, que anteriormente distribuiu Chalard Games Goeng (2017) nos países. A distribuição internacional posterior foi realizada pela Mokster Films e WME Independent, com o filme previsto para ser lançado na Rússia em 9 de janeiro de 2025.
Em agosto de 2024, a Vertigo Releasing adquiriu os direitos de distribuição teatral do filme para o Reino Unido e Irlanda: seguido pela Vedette Film para a Holanda e Bélgica, PVR para a Índia e Well Go USA para a América do Norte. Lahn Mah começou um lançamento limitado na América do Norte em 13 de setembro e na Holanda em 10 de outubro, e está programado para ser lançado na Bélgica em 13 de novembro. O filme será lançado em 50 a 60 telas no Reino Unido e Irlanda em 26 de dezembro. A data de lançamento na Índia ainda não foi confirmada.

### Mídia doméstica
Lahn Mah foi lançado em streaming na Tailândia, Indonésia, Malásia, Singapura e Filipinas pela Netflix em 12 de setembro de 2024. Foi o quarto programa mais visto na Netflix em sua semana de estreia nas Filipinas, com 3 milhões de visualizações de 9 a 15 de setembro de 2024.

## Recepção

### Bilheteria
Lahn Mah arrecadou US$ 73.8 milhões em todo o mundo, incluindo ฿339 milhões (US$ 12,3 milhões) na Tailândia, e se tornou o filme tailandês de maior bilheteria de 2024, após arrecadar ฿250 milhões (US$ 7,6 milhões) em seus primeiros quatorze dias de lançamento. Ele arrecadou ฿172,6 milhões (US$ 5,3 milhões) em receitas combinadas apenas na área metropolitana de Bangkok e Chiang Mai, tornando-se o filme GDH de maior bilheteria na Tailândia e o décimo primeiro filme nacional de maior bilheteria de todos os tempos. O filme arrecadou US$ 1,4 milhão em Singapura em seus primeiros onze dias de lançamento, e arrecadou US$ 5,8 milhões em suas primeiras duas semanas na China. Em 8 de setembro de 2024, Lahn Mah arrecadou US$ 14,8 milhões na China e US$ 25 milhões nos mercados ocidentais.
De acordo com a GDH, Lahn Mah foi exibido para mais de dez milhões de pessoas, e liderou as bilheterias em Singapura de 6 a 9 de junho, arrecadando US$ 256.000, estabelecendo o recorde de maior fim de semana de estreia para um filme tailandês. Shirley Low, diretora de marketing do Golden Screen Cinemas, sediado na Malásia, observou que Lahn Mah superou suas expectativas de bilheteria doméstica para um filme tailandês. Na Indonésia, o filme vendeu mais de 3,5 milhões de ingressos (incluindo a venda de 2 milhões nos primeiros 13 dias), estabelecendo o recorde de maior número de admissões para um filme asiático no país, superando o terror sul-coreano Pamyo (2024), que vendeu 2,6 milhões de ingressos.
O filme quebrou ou estabeleceu vários outros recordes de bilheteria: na Indonésia, é o filme tailandês de maior bilheteria e o filme asiático de maior bilheteria, e se tornou o filme tailandês de maior bilheteria na Austrália, Nova Zelândia, Singapura, Myanmar, Vietnã, Malásia, e Filipinas. Nas Filipinas, os ingressos esgotaram no dia da estreia e as exibições foram aumentadas para atender à demanda.

### Resposta crítica
No site agregador de críticas Rotten Tomatoes, 100% das 13 avaliações dos críticos são positivas, com uma classificação média de 7,9/10. O público pesquisado pelo Rotten Tomatoes deu ao filme uma classificação média de 96%, e o público classificou o filme com 8,9/10 com base em 140.000 avaliações na plataforma de resenhas chinesa Douban. O Metacritic, que usa uma média ponderada, atribuiu ao filme uma pontuação de 82 em 100, com base em 4 críticos, indicando "aclamação universal".
Na Ásia, Lahn Mah recebeu elogios de toda a indústria: Shirley Low, diretora de marketing da Golden Screen Cinemas, elogiou o retrato realista da vida familiar no filme, dizendo: "tudo no filme [me lembrou] da minha família". Um sentimento semelhante foi ecoado por Ruby Ann O. Reyes, vice-presidente de marketing corporativo da SM Supermalls. De acordo com Pat, o filme "surpreendeu" sua família (em quem os personagens são baseados) e ele afirmou que eles "[não] falam sobre [o filme], mas se sentem bem que isso aconteceu". Em uma crítica para a Grazia Singapore, Danisha Liang elogiou o retrato convincente de Putthipong e destacou a presença "atrevida — quase agressiva" de Usha como o destaque do filme. Jelou Galang, do The Philippine Star, elogiou o design de produção e a cinematografia de Kraithong.
Em uma crítica para o Medium Indonesia, Kania Pasaman elogiou o ritmo mais lento, dizendo que "a sutileza é onde reside a verdadeira força do filme" e chamou as performances de "ricas em nuances e emoções". Ele também escreveu que a "incorporação habilidosa" de humor acrescentou "profundidade e charme" e o final foi "profundamente comovente e emocionalmente enriquecedor". Ele elogiou Lahn Mah por ser um reflexo preciso da dinâmica familiar asiática, que foi ecoado por Noel Wong em sua crítica para o Free Malaysia Today. Escrevendo para o The Rakyat Post, Keran Raj chamou o roteiro "espirituoso e natural" de "um dos aspectos mais fortes do filme", ao mesmo tempo em que elogiou a performance "charmosa e convincente" de Putthipong, o "calor e sabedoria" da performance de Usha e sua química na tela, que ele rotulou de "coração e alma" do filme.
O filme foi um sucesso de crítica fora da Ásia. Escrevendo para Film Threat, Alex Saveliev deu a Lahn Mah uma crítica positiva, dizendo que "transborda sabedoria e percepção" e chamou a comédia de "ácida e gentil". Ele também elogiou o diálogo, rotulando-o de "cortante, nítido, inteligente e frequentemente de partir o coração". Simon Abrams do RogerEbert.com elogiou a música, a comédia e a direção de Pat, dizendo que "cada cena estava repleta de detalhes vividos". Ele também aplaudiu o "cuidado" e a "sensibilidade" no roteiro, concluindo que o filme é "um retrato ensolarado e gracioso da vida familiar". Allan Hunter do ScreenDaily elogiou ainda mais a direção, chamando Lahn Mah de "uma jornada sentimental para a redenção que Boonnitipat fundamenta na compreensão e empatia", e elogiou o peso emocional da música de Raroengjai. Hunter também elogiou as atuações dos protagonistas, chamando Putthipong de "bem discreto e atencioso" e disse que Usha foi "notável" em sua interpretação de "uma figura sábia e graciosa - não uma típica avó carinhosa, mas alguém astuta, realista e determinada".

## Prêmios e indicações
Lahn Mah foi considerado um sucesso de bilheteria atípico para o cinema tailandês, que historicamente favoreceu filmes de terror, ação ou comédia. Isso foi ecoado pelo produtor do filme Vanridee Pongsittisak, que disse "não esperávamos essa escala de sucesso". Em julho de 2024, o filme ganhou o Prêmio do Público no 23º Festival de Cinema Asiático de Nova Iorque. Em outubro, o filme foi selecionado pela Federação Nacional de Associações de Cinema e Conteúdo como o representante da Tailândia para Melhor Longa-Metragem Internacional no 97º Oscar. Tornou-se o primeiro representante da Tailândia a avançar para a shorlist de 15 filmes, mas o filme ou o elenco não receberam nenhuma indicação. Escrevendo para o Collider, Sara Resende argumentou que o desempenho de Usha foi esnobado nos prêmios de cinema ocidental, afirmando: "[sua] impressionante estreia [no cinema] é nada menos que extraordinária e deveria [ter recebido] burburinho de prêmios".
| Associações                                 | Data da cerimônia      | Categoria                                   | Nomeações                                 | Resultado    |
| ------------------------------------------- | ---------------------- | ------------------------------------------- | ----------------------------------------- | ------------ |
| Festival de Cinema Asiático de Nova Iorque  | 28 de julho de 2024    | Prêmio do Público                           | Lahn Mah                                  | Venceu       |
| Festival Internacional de Cinema Kino Bravo | 4 de outubro de 2024   | Melhor Atriz                                | Usha Seamkhum                             | Venceu       |
| Festival Internacional de Cinema Kino Bravo | 4 de outubro de 2024   | Melhor Cinematografia                       | Boonyanuch Kraithong                      | Venceu       |
| Festival Internacional de Cinema de Miami   | 7 de novembro de 2024  | Prêmio do Público                           | Lahn Mah                                  | Vice-campeão |
| Festival de Cinema de Zagreb                | 10 de novembro de 2024 | Prêmio PLUS de Melhor Filme pelo Júri Jovem | Lahn Mah                                  | Venceu       |
| Festival de Cinema Ásia-Pacífico            | 1 de dezembro de 2024  | Melhor Filme                                | Lahn Mah                                  | Venceu       |
| Festival de Cinema Ásia-Pacífico            | 1 de dezembro de 2024  | Melhor Diretor                              | Pat Boonnitipat                           | Indicado     |
| Festival de Cinema Ásia-Pacífico            | 1 de dezembro de 2024  | Melhor Ator Principal                       | Putthipong Assaratanakul                  | Venceu       |
| Festival de Cinema Ásia-Pacífico            | 1 de dezembro de 2024  | Melhor Atriz Principal                      | Usha Seamkhum                             | Indicada     |
| Festival de Cinema Ásia-Pacífico            | 1 de dezembro de 2024  | Melhor Atriz Coadjuvante                    | Tontawan Tantivejakul                     | Indicada     |
| Festival de Cinema Ásia-Pacífico            | 1 de dezembro de 2024  | Melhor Roteiro Original                     | Thodsapon Thiptinnakorn e Pat Boonnitipat | Venceram     |
| Festival de Cinema Ásia-Pacífico            | 1 de dezembro de 2024  | Melhor Trilha Sonora Original               | Jaithep Raroengjai                        | Indicado     |
| Festival de Cinema Ásia-Pacífico            | 1 de dezembro de 2024  | Melhor Direção de Arte                      | Tassanai Lertkai                          | Indicado     |
| Festival de Cinema Ásia-Pacífico            | 1 de dezembro de 2024  | Melhor Maquiagem e Figurino                 | Jirateep Kluewan e Chayanuch Savekvattana | Indicados    |
| Gold List                                   | 8 de janeiro de 2025   | Melhor Filme                                | Lahn Mah                                  | Indicado     |
| Gold List                                   | 8 de janeiro de 2025   | Melhor Atuação Principal                    | Putthipong Assaratanakul                  | Indicado     |
| Asian Film Awards                           | 16 de março de 2025    | Melhor Revelação                            | Putthipong Assaratanakul                  | Pendente     |

## Impacto
Lahn Mah foi considerado um sucesso de bilheteria atípico para o cinema tailandês, que historicamente favoreceu filmes de terror, ação ou comédia pastelão. Isso foi ecoado pelo produtor do filme Vanridee Pongsittisak, que disse "não esperávamos essa escala de sucesso". De acordo com Resonate, o filme inspirou seu público mais jovem a fortalecer a conexão com os membros mais velhos da família, o que foi ecoado por Pat, que disse: "muitas pessoas [mais jovens] agora levam seus avós para passear. [O filme] inspirou as pessoas a passar mais tempo com os mais velhos". Em uma entrevista à Variety, a diretora associada de desenvolvimento de negócios da GDH, Yanisa Hankansujarit, afirmou que esse impacto se estendeu globalmente, dizendo: "Minha família nos Estados Unidos me disse que seus filhos começaram a voltar para casa com mais frequência [depois de assistir ao filme]". Ela também argumentou que o filme ajudou a trazer o público familiar de volta aos cinemas no Sudeste Asiático após o fechamento dos cinemas e a mudança nos hábitos de ir ao teatro após a COVID-19.